# Karl Leonhard Reinhold
Pour les articles homonymes, voir Reinhold.
Ne doit pas être confondu avec Karl Leonhard.
Karl Leonhard Reinhold, né le 26 octobre 1757 à Vienne  et mort le 10 avril 1823 à Kiel, est un philosophe autrichien, franc-maçon et membre des Illuminés de Bavière. Considéré comme le plus important représentant autrichien du mouvement des Lumières en Europe centrale, sa pensée forme toutefois un système bien à part dans la philosophie post-kantienne de la connaissance.

## Biographie

### Famille et premières années (1757–1771)
Reinhold est le fils d'un officier autrichien revenu mutilé de la Guerre de Succession d'Autriche, Karl von Reinhold (1724–1779), qui termina sa carrière comme intendant de l'arsenal de Vienne. Sa pension était suffisante pour pourvoir à l'éducation de ses sept enfants et lui laissait suffisamment de loisir pour mener une vie de famille. C'était (aux dires de son cousin Ernst Reinhold) un homme joyeux et bon vivant. Sa mère, Franziska (1731–1776), née Briedl (Bründl), se consacra entièrement à ses tâches domestiques et à l’éducation de ses enfants. Sa piété a certainement contribué à orienter la vocation de Reinhold vers la prêtrise. Le jeune Carl était si précoce qu'on l'envoya dès l'âge de 7 ans au Lycée de Vienne, tenu par les Jésuites, où il obtint le baccalauréat « avec éloges » („mit rühmlichen Zeugnissen“) dès l'âge de 14 ans.

### Vers la prêtrise (1772–1780)
Il est admis à 15 ans comme novice au collège Sainte-Anne et se fait rapidement aux conditions de vie ascétiques qu'on y cultive, quoiqu'elles soient remises en cause par le pouvoir politique : en 1773, la compagnie de Jésus est dissoute avec l'assentiment de Rome. Reinhold mit la décision du pape non seulement sur le compte de la corruption des Jésuites, mais aussi sur ses propres péchés. Les novices furent ainsi renvoyés dans leurs familles.
Dans la lettre où il annonçait à son père son retour forcé, il manifesta sa profonde déception. Suivant le conseil de son ex-recteur, il entendait poursuivre dans ses foyers les pratiques austères du collège, en attendant de trouver un nouveau séminaire. « Je vivrai donc dans le Monde, écrit-il, en me passant des mondanités », et demande à son père de lui confier une chambre où il pourra vivre à l'écart de la famille.
Six mois plus tard (1774), il entrait chez les Barnabites. Comme les Jésuites, cet ordre inspiré par la Contre-Réforme s'était fixé comme objectif de donner aux futurs prêtres une formation scientifique solide, les mettant à même de rivaliser avec leur détracteurs libertins. Au cours de son noviciat, Reinhold étudia pendant trois ans la philosophie, et pendant trois autres années la théologie. Son zèle et la rapidité de ses progrès provoquaient l'admiration de ses maîtres, qui lui confièrent les cours de philosophie à partir de 1778. Consacré prêtre en 1780, il s'occupa désormais à son tour de la formation des novices, leur enseignant la logique, la métaphysique, la morale et la liturgie catholique, les mathématiques et les sciences physiques.

### Intérêt croissant pour les sciences profanes
Reinhold était d'un commerce facile et même agréable (comme le rapporta plus tard son fils Ernst) , ce qui le mit au contact d'une multitude de savants et de protecteurs, qui lui permirent de s'élever socialement et dans la connaissance.
Ce fut par exemple le cas de Paul Pepermann, son professeur de Philosophie et de Théologie au séminaire des Barnabites. Il se noua d'emblée des liens de familiarité entre le maître et l'élève, qui perdurèrent jusqu'à la mort de Pepermann en 1792 et qui transparaissent dans leurs échanges épistolaires. Pepermann était un lettré réputé pour sa liberté d'esprit et la clarté de sa pensée ; élevé avec sa famille en Angleterre, il possédait en outre une formation scientifique et professait des idées avancées. Par lui, Reinhold apprit la langue anglaise, qui lui donna accès aux œuvres des penseurs anglais (entre autres John Locke et David Hume), ainsi qu'à la poésie et à l'histoire des Îles Britanniques, pour lesquelles il conserva toute sa vie une grande admiration.
Il partageait ses essais sur la Connaissance et le Jugement avec un autre Barnabite du nom de Michael Denis. C'est chez ce dernier qu'il rencontra pour la première fois l'ingénieur des mines Ignaz von Born, l'astronome ex-jésuite Maximilien Hell, le poète Karl Mastalier et le juriste réformateur Joseph von Sonnenfels.
Il conserva plusieurs années encore des liens avec ses anciens condisciples du lycée de Vienne : Johann Baptist von Alxinger, Alois Blumauer, Lorenz Leopold Haschka (en), Gottlieb von Leon et Joseph Franz Ratschky (de), avec lesquels il jouaissait des charmes de la scène musicale et théâtrale viennoise (Mozart, Gluck). À leur contact, il se mit à privilégier les sciences de la nature au détriment des études religieuses.

### Conversion au protestantisme et admission dans la franc-maçonnerie (1780–1784)

#### Tolérance
Par delà les idéaux de liberté, d'égalité et d'universalisme, l'esprit de tolérance insufflé par les Lumières faisait son chemin au XVIIIe siècle jusque dans l'Autriche des Habsbourg et amorçait l’irruption des idées nouvelles. Si l'impératrice Marie-Thérèse la catholique se défiait encore de toute tolérance envers les autres confessions, la considérant comme « hautement dangereuse », son fils Joseph II la pratiqua systématiquement à partir de 1781. Par ses décrets de tolérance, il accorda de nouveaux droits à ses sujets non-catholiques, favorisant la pacification des mœurs à l’intérieur de ses royaumes.

#### L’idéal franc-maçon
Au sein de la haute société viennoise, l'esprit de tolérance se manifestait dans les domaines les plus divers : ainsi par exemple l'initiative de l'académicien et ingénieur des mines, membre de la Leopoldina et membre de la loge maçonnique de Prague Ignaz von Born, qui venait de fonder un club en faveur de la liberté de conscience et de pensée voulues par le prince Joseph II, et qui se proposait de critiquer les idéaux monastiques avec toutes les ressources de la science. Reinhold y retrouva des jeunes gens de son âge et d'anciens condisciples. Ce club était secrètement aussi une loge maçonnique, celle de l'« Unité Véritable » („Zur wahren Eintracht“).
Ses membres, parmi d'autres activités, y fondèrent un nouveau magazine de critique littéraire, le Wiener Realzeitung. Les prises de positions de ses contributeurs montrent avec quelle prudence ils devaient s'exprimer exposés quotidiennement à toutes les attaques des conservateurs. La plupart des critiques de la rubrique « Théologie et affaires religieuses » étaient de  Reinhold ; là comme dans d'autres journaux (par ex. l’„Allgemeine Literatur-Zeitung“), il s'y révèle un partisan impatient des réformes de Joseph II, et un adepte radical de la tolérance religieuse.

#### Une retraite sans moines
Il n'échappait nullement à Reinhold que l'activité journalistique bouillonnante dans laquelle il s'était engagé, avec ses appels à l'universalisme et la liberté, l'écartaient peu à peu de ses vœux religieux. Il décida donc qu'il n'était plus lié par cet engagement juvénile et se défroqua ; ses parents étant morts, il n'avait plus à justifier ce revirement auprès d'eux.
Il n'a pas dû être facile pour lui, écrira son fils Ernst, de se libérer de l'écheveau de chimères dans lequel il s'était emmêlé au séminaire de Vienne. Les préjugés religieux et la superstition devaient lui rendre la liberté effrayante. Mais les solutions qu'il a dû trouver pour s'en sortir ont abouti à une pensée philosophique originale, qui se caractérise par des théories inspirées des considérations tirées de la vie quotidienne. À une époque où un Fichte estimait qu'un fossé infranchissable séparait la Philosophie de la vie des hommes, Reinhold « philosophait avec l'enthousiasme et l'ardeur d'un homme d'action. »

#### Conséquences
Mais les dissensions politico-religieuses ne distrayaient encore nullement Reinhold de sa retraite volontaire. Ce n'est qu'à l'instigation de ses amis qu'il quitta Vienne, et obtint en 1783 des bourgeois de Leipzig le « droit de cité académique » (akademische Bürgerrecht), c'est-à-dire l'exemption d’impôts et de charges en échange d'une soumission à l'université. Pensionné par la loge maçonnique locale, il assistait à ses conférences et continuait de fournir en articles le Wiener Freimaurerjournal. Il dut abandonner tout espoir de retour à Vienne par suite de la poursuite imprévue du conflit politico-religieux qui agitait la capitale. Son ami Born lui conseilla de s'établir dans la ville protestante de Weimar, ce qui le mettrait à l'abri des procès religieux et de l'influence des catholiques. Reinhold s'était entre-temps converti au Protestantisme. Born l'assura du maintien de sa pension par la loge de Leipzig et de l'intérêt pour ses billets de philosophie au Wiener Freimaurerjournal.
Reinhold demeura jusqu'à sa mort fidèle aux Francs-maçons, à leur idéal de tolérance et de quête de la connaissance. De son point de vue, il s'agissait pour le philosophe de promouvoir une vie fondée sur l'universalisme. Il souhaitait que ses idées soient accessibles et compréhensibles par tous.

### De Weimar à Iéna (1783–1794)

#### Rédacteur duTeutsche Merkur
Au mois de mai 1784, après son emménagement, Reinhold fit la connaissance de l'éditeur et poète Christoph Martin Wieland. Reinhold collabora au journal des Francs-maçons de Vienne ainsi qu'à la gazette littéraire de Wieland, Der Teutsche Merkur, jusqu'en 1788. Il y rédigeait des recensions critiques, ainsi que des articles sur le progrès des Lumières, des sciences et du patriotisme allemand.
Bientôt, on lui confia la rédaction du „Merkur“, ce qui lui procurait une relative aisance financière. Il demanda la main de la fille de Wieland, Sophie Katharina Susanne, et les noces eurent lieu en 1785. Le couple perdura jusqu'à la mort de Reinhold, en 1823. « Cette longue vie à deux, écrivit leur fils Ernst Reinhold dans sa biographie, convenait à mes parents. Ils donnaient l'image d'un couple amoureux et attentionné, qui ne fut troublé que par de rares accidents. » Leur fille Karoline naquit en 1786, puis vint leur fils aîné, Karl, en 1788 ; Ernst, l'éditeur de son père, naquit en 1793, et le fils benjamin Friedrich en 1795.
Franc-maçon, il fut membre de a loge viennoise Zur wahren Eintracht, de la loge de Weimar Anna Amalia zu den drei Rosen (de)  et de l'Ordre des Illuminés de Bavière sous le nom de "Decius", il en fut le préfet à Iena en 1787 et il  succéda à sa tête à la mort de Johann Joachim Christoph Bode.
Alors que les idées des Lumières avaient relancé avec une nouvelle acuité les controverses sur l'accord de l'esprit et de la foi, Reinhold publia en volume séparé un dialogue philosophique, « Réaction spontanée de deux humanistes sur la profession de foi de Lavater » (1785). Il y soupesait les avantages et les inconvénients d'une religion que Reinhold jugeait dépassée, en dépit du mysticisme charmeur de Johann Caspar Lavater le réformé ; car ce dernier s'imaginait, selon Reinhold, pouvoir ramener à la foi ceux qui niaient Dieu ou s'en étaient écartés par l'appel au sentiment.
En accord complet avec les idées des Lumières, Reinhold professait au contraire le même point de vue qu'Herder dans son « Histoire de l'Humanité. » Réfutant la critique d'Emmanuel Kant dans l’Allgemeine Literatur-Zeitung reprochant à Herder de manquer de justifications et d'exemples précis, Reinhold insistait sur la fraîcheur de ses idées. Herder partait de l'expérience concrète et des réalités naturelles, plutôt que des principes du système de Wolff. L'expérience de la vie est décisive pour Herder, ce qui est inadmissible d'un point de vue kantien.
En 1785, Wieland confia à Reinhold la rédaction d'une encyclopédie destinée au lectorat féminin, La « Bibliothèque des Dames » (Allgemeine Damenbibliothek), projet éditorial franco-allemand qui se proposait de réunir ce qui, dans les deux langues, pouvait intéresser particulièrement les femmes, en littérature, science ou philosophie. L'encyclopédie comporte 6 volumes, dont le dernier a paru en 1789.
Les conséquences de la Réforme et de la Contre-Réforme revenaient sans cesse dans les colonnes du Teutschen Merkur. De 1787 à 1789, Reinhold prit parti pour la Réforme, en réaction au conseiller princier et bibliothécaire impériale Schmidt. Dans son « Histoire récente des Allemands » („Neueren Geschichte der Deutschen“), ce dernier contestait que la foi protestante ait pu contribuer à la doctrine chrétienne et à ses institutions.
Pour Reinhold l'enjeu était la part du protestantisme dans les Lumières. Il montra que l'importance de la Réforme pour l'histoire des idées résidait d'abord dans la remise en cause de l'infaillibilité du Pape et ensuite, dans le caractère individuel, spontané, de la profession de foi : deux prises de position annonçant les Lumières.
Au cœur de la controverse sur les mérites comparés des doctrines catholique et réformée quant au progrès des sociétés, l'apport de Reinhold reçut l'approbation de plusieurs érudits des deux camps.
Simultanément, Reinhold lisait la « Critique de la raison pure », sur laquelle il écrivit de 1786 à 1789 une série de lettres pour le Merkur, réunies en un volume en 1790. Elles firent véritablement connaître au public cultivé la pensée critique de Kant. Reinhold la considérait comme un chef-d'œuvre (Meisterwerk), propre à déclencher les bouleversements les plus surprenants et les plus bénéfiques si elle était largement comprise ; toutefois, son commentateur contemporain E.-O. Onnasch doute qu'étant donné la difficulté de l'essai de Kant, Reinhold ait pu en assimiler le détail en si peu de temps. Quoi qu'il en soit ces Lettres sur la philosophie de Kant (1786), commencèrent sa réputation.

#### Rayonnement à Iéna
Reinhold, membre de l'Ordre des Illuminati d'Iéna depuis 1783, fut nommé Ancien de la loge en 1787 : cette confrérie secrète cherchait à promouvoir l’idéal de tolérance et de progrès des Lumières.
Par ses relations avec le pasteur Vogt de Weimar, recteur de l'université d'Iéna, Reinhold obtint une chaire surnuméraire de Philosophie : Vogt, connaissant personnellement Reinhold et ayant lu ses Lettres sur la philosophie de Kant, l'estimait suffisamment qualifié et « apte à prodiguer une saine doctrine auprès de la jeunesse étudiante. » Reinhold fut titularisé à l'université d'Iéna en 1791 et obtint le titre de conseiller princier près la cour de Saxe-Weimar. Sa popularité, ses écrits et ses conférences sur la Philosophie de Kant firent bientôt de Iéna le foyer de l'approche critique de la Philosophie. Il y eut pour disciples notamment Novalis, Franz Paul von Herbert, Johann Benjamin Erhard, Carl Ludwig Fernow, Friedrich Karl Forberg et Friedrich Immanuel Niethammer.
Kant, naturellement, se félicita du recrutement de Reinhold, le jugeant « très profitable à l'illustre université d'Iéna » (höchst vorteilhaft für die berühmte Universität Jena). Il voyait en lui un philosophe qui s'était « consacré à la recherche commune de la Vérité » (um die gemeinsame Sache der Wahrheitsforschung). Ces louanges attirèrent en quelques mois une foule d'étudiants et d'hommes instruits vers Iéna, en quête d'un exposé clair de la philosophie critique. Outre la qualité de ses cours, Reinhold laissa chez ses auditeurs le souvenir d'un professeur aux grandes qualités humaines. Son ami et éditeur Wieland jugeait que de tous ses collaborateurs, il était le plus apte à faciliter à ses lecteurs l'accès aux concepts philosophiques.
Reinhold fut appelé en 1794 à la chaire de l'université de Kiel : il allait rester dans cette ville jusqu’à sa mort.

### Professeur à Kiel

#### Départ d'Iéna
Considérant d'une part la taille de sa famille, que le labeur mené à Iéna et Weimar l'avait trop fait négliger, et le délabrement de sa santé, Reinhold accueillit la proposition de Kiel avec enthousiasme ; mais ses étudiants d'Iéna ne l'entendaient pas de cette oreille.
Ils s'étaient jusque-là efforcés de le retenir et d'empêcher son départ. Le doyen des étudiants, Adolf von Bassewitz, soumit le 23 juillet 1793 une pétition à Reinhold où plus de 1 000 étudiants s'inquiétaient de la perte prochaine de « leur très cher maître de philosophie, le seul invitant à penser par soi-même, qui avait fait de son enseignement un véritable délice. »
On priait Reinhold, en somme, de renoncer à l'université de Kiel pour rester à Iéna ; mais le philosophe semblant avoir déjà pris sa décision, on fit frapper une médaille d'or qui lui serait remise avec un poème dédicatoire (elle ne lui sera finalement envoyée que le 14 avril 1794).
Encore à Pâques 1794, Bassewitz et son frère s'efforcèrent de dissuader Reinhold, qui faisait étape à Lübeck. Ils payèrent même ses frais d'étape, et le relais fut pris par d'autres étudiants aux étapes suivantes jusqu'à Kiel.
En réponse, Reinhold exhorta par lettre ses anciens étudiants à réfléchir sur la portée de la philosophie critique de Kant, telle qu'il en avait traité devant eux. Il leur rappela qu'elle reposait avant tout sur la Raison, c'est-à-dire sur le devoir de penser par soi-même. Pour peu que les hommes considèrent la légitimité des opérations de l'entendement humain, ils trouveront cette philosophie entièrement justifiée et pleinement applicable. Il s'en dégagera une conviction partagée qui rendra à l'avenir « toutes les révolutions violentes superflues et impossibles ». Reinhold en appelait, de là, à la prudence et à la justice dans les échanges de vue, en particulier sur la liberté individuelle : elle consistait d'abord, pour lui, à ne pas nuire aux autres.

#### Un projet collectif
Pour Reinhold, il était indispensable, comme il l'enseignait à ses étudiants d'Iéna, d'amener les hommes à penser par eux-mêmes et à aimer la vérité par-dessus tout, grâce à une doctrine philosophique : « rechercher la certitude dans sa conscience », qui orienterait et éclairerait l'opinion publique.
Sa première tentative de réaliser ce programme partit de Kiel et aboutit en 1798 à la « Proclamation des fondements et principes de la Morale du point de vue du bon sens commun» (Veröffentlichung der  Verhandlung über die Grundbegriffe und Grundsätze der Moralität aus dem Gesichtspunke des gemeinen und gesunden Verstandes). Il en avait adressé en 1795 une première esquisse, jetée sur le papier avec deux amis, aux professeurs des universités allemandes. Les destinataires étaient invités à se joindre à ce programme en proposant leurs propres idées. Le programme grossirait ainsi progressivement et deviendrait une production collective. Il se poursuivrait tant que les participants s'accorderaient sur tout le contenu, au point bien vouloir de s'en faire les promoteurs auprès de l'opinion.
Toutefois, il prit fin après la publication du premier manifeste, où l'on trouve des extraits de la correspondance entre Reinhold et ses collaborateurs. Reinhard Lauth considère que ce programme aura été un échec.

#### Reinhold et Fichte
Comme à Iéna, Reinhold continua d'approfondir la philosophie kantienne à Kiel. En vain, il cherchait dans la Critique de la raison pure la justification indiscutable des différentes conditions de la Connaissance selon Kant (la Raison, l’Entendement et l'Intuition sensible). Reinhold voulut faire précéder l’analyse de la raison, qu’avait donnée le philosophe de Kœnigsberg, d’une analyse de la conscience. Selon lui, dans la conscience, la représentation ou la pensée se rapporte à deux termes dont elle reste distincte, le sujet et l’objet.
Reinhold aura été l'un des passeurs de la critique transcendantale d'Emmanuel Kant dans le monde germanophone. Il s'est efforcé de faire de la critique une philosophie première, où Raison et Sentiment naissent de la conscience de l'individu. Ses trois principaux traités : Versuch einer neuen Theorie des menschlichen Vorstellungsvermögen (1789), Beyträge zur Berichtigung bisheriger Missverständnisse der Philosophen (Erster Band 1790) et Ueber das Fundament des philosophischen Wissens (1791) sont les sources essentielles de l'Idéalisme allemand.
En 1794, Fichte, aiguillonné par Kant, venait de publier les premiers principes de sa doctrine de la Connaissance. Fichte y faisait du « Moi absolu » le principe universel et le fondement de toute connaissance. Il considère l'analyse de Reinhold comme un « point de départ essentiel » de sa philosophie.
Reinhold se trouva ainsi stimulé à reprendre le cours de son analyse. Il y découvrit une méprise lourde de conséquences : il avait posé la conscience de l'homme comme une donnée a priori. Or il lui semblait que Fichte, en formulant l'hypothèse d'un Moi « absolu », avait trouvé par là une solution logique et philosophique convaincante. Il s'en inspira pour fonder sa théorie, en interprétant le  Moi absolu de Fichte comme « une faculté de l'Esprit indépendante du Sujet ». En ce sens, Reinhold reconnaissait ouvertement à partir de 1797 que la doctrine de Fichte représentait une avancée sur le problème de la connaissance. Il admit les défauts de son premier système, non seulement devant ses lecteurs, mais aussi devant les premiers auditeurs de ses conférences à l'université d'Iéna, afin qu'ils comprennent l'évolution de sa pensée. Ayant à son tour rencontré d’ardents contradicteurs, Reinhold finit par douter de la solidité de sa théorie et l’abandonna pour adopter successivement les idées de Fichte, de Bardili et de Jacobi.
Mais par la suite, même alors qu'il s'affairait à de nouveaux projets, les réflexions de Reinhold ne cessaient de ruminer le principe fondamental de Fichte : une objection essentielle tenait au fait que ce principe d'un « Moi absolu » condamne toute « justification philosophique de la vérité de la Religion. » C'est ainsi qu'après 1799 il finit par prendre ses distances avec Fichte, dont il critiquait l'épistémologie subjectiviste.
Cette position critique de Reinhold est aujourd'hui diversement appréciée : le philosophe napolitain Marco Ivaldo le considère comme l'un des disciples les plus créatifs de Kant en raison de l'originalité de sa pensée ; mais George di Giovanni le juge trop timoré et superficiel et lui reproche une religiosité toute positiviste.

#### Prolongements de sa critique du langage
Dans ses dernières années (surtout dans Protestation contre une curieuse confusion d'expression chez les savants, 1809 ; et Fondement d'une Synonymique pour l'expression générale des idées dans les connaissances philosophiques, 1812) il s'est consacré à l'étude critique du langage, qui annonce le tournant linguistique de la philosophie. Reinhold considérait sa « Synonymique » comme « le véritable aboutissement de ses études et de ses recherches », de ce qu'il avait tant recherché depuis sa jeunesse.
Cette discipline était déjà obscure pour ses contemporains, et elle s'accompagna de la défection de plusieurs de ses disciples. Jacobi est l'un des rares à s'y être ardemment consacré.
En 1808, Reinhold fut élu à l'Académie bavaroise des sciences. Il s'affilia l'année suivante à la loge Anna Amalia aux Trois Roses de Weimar. Il fut élevé au rang de chevalier de Danebrog et de conseiller princier par le roi de Danemark (1815). De 1820 à sa mort, il fut Vénérable de la loge Luise zur gekrönten Freundschaft de Kiel. Il avait noué des contacts avec la loge des Francs-maçons allemands de J. C. Bode et la loge réformée de Friedrich Ludwig Schröder, qui fit par la suite une multitude d'adeptes dans d'autres pays. À la mort de Bode, il paracheva l'entreprise de ce dernier, « La confrérie Morale des Initiés » (Der moralische Bund der Einverstandenen).

## Publications
- Nouvelle théorie de la faculté représentative, Iéna 1789.
- Lettres sur la philosophie kantienne, Iéna 1790.
- Moyens de remédier aux malentendus en philosophie, 1790.
- Lettre à Lavater et à Fichte sur la croyance en Dieu, 1799.

## Source
Marie-Nicolas Bouillet  et Alexis Chassang (dir.), « Léonard Reinhold » dans Dictionnaire universel d’histoire et de géographie, 1878 (lire sur Wikisource)